# Diocese de São Gabriel da Cachoeira
A Diocese de São Gabriel da Cachoeira (Dioecesis Cachoëirensis) é uma circunscrição eclesiástica da Igreja Católica no Brasil, pertencente à Província Eclesiástica de Manaus e ao Conselho Episcopal Regional Norte I da Conferência Nacional dos Bispos do Brasil, sendo sufragânea da Arquidiocese de Manaus. Sua sé episcopal está na Catedral de São Gabriel, na cidade de São Gabriel da Cachoeira, no estado do Amazonas. O bispo atual, eleito em 8 de novembro de 2023, é Dom Raimundo Vanthuy Neto.

## Histórico
A Prelazia do Rio Negro (Territorialis Praelatura Fluminis Nigri) foi erigida a 1º de maio de 1925, pelo Papa Pio XI.
Foi elevada à dignidade de diocese pelo Papa João Paulo II, no dia 30 de outubro de 1980, com a denominação de Diocese de Rio Negro (Dioecesis Fluminis Nigri). No dia 21 de outubro de 1981, o Papa João Paulo II mudou o nome da diocese para São Gabriel da Cachoeira (Dioecesis Cachoëirensis).

## Demografia
Em 2004, a diocese contava com uma população aproximada de 62.000 habitantes, com 90,3% de católicos. O território da diocese é de 286.866 km², organizado em 10 paróquias.

## Bispos e prelados
| #                  | Nome                           | Período   | Notas                    |
| Bispos             | Bispos                         | Bispos    | Bispos                   |
| ------------------ | ------------------------------ | --------- | ------------------------ |
| 8º                 | Raimundo Vanthuy Neto          | 2023-     | Atual                    |
| 7º                 | Edson Taschetto Damian         | 2009-2023 | Bispo emérito            |
| 6º                 | José Song Sui-Wan, S.D.B.      | 2002-2009 | Faleceu em 2012          |
| 5º                 | Walter Ivan de Azevedo, S.D.B. | 1988-2002 | Faleceu em 2024          |
| 4º                 | Michele Alagna Foderá, S.D.B.  | 1967-1988 |                          |
| 3º                 | Pedro Massa, S.D.B.            | 1921-1967 | Faleceu em 1968.         |
| 2º                 | Giovanni Balzola, S.D.B.       | 1920      | Faleceu em 1927.         |
| 1º                 | Lorenzo Maria Giordano, S.D.B. | 1916-1919 | Faleceu em 1919.         |
| Bispos coadjutores |                                |           |                          |
|                    | Walter Ivan de Azevedo, S.D.B. | 1986-1988 |                          |
|                    | João Batista Marchesi, S.D.B.  | 1962-1967 | Reunciou                 |
|                    | José Domitrovitsch, S.D.B.     | 1949-1961 | Nomeado bispo de Humaitá |